# Trenel
Trenel es una localidad cabecera del departamento homónimo, al noreste de la provincia de La Pampa, Argentina.
Dista 123 km de Santa Rosa y 560 km de la ciudad de Buenos Aires. Por vía terrestre está comunicada con el resto del país por la ruta provincial 4, que empalma con la ruta nacional 35.

## Población
Cuenta con 3387 habitantes (Indec, 2010), lo que representa un incremento del 9,9 % frente a los 3,081 habitantes (Indec, 2001) del censo anterior.
El censo nacional 2022 arrojó 3796 habitantes y 1846 viviendas.
| Gráfica de evolución demográfica de Trenel entre 1991 y 2022 |
|                                                              |
| Fuente: Censos nacionales del INDEC                          |

## Clima
Localidad ubicada al oeste de la llamada Pampa Húmeda Argentina, posee un clima con dos regímenes de lluvias:

### Hemiciclo Húmedo "Florentino Ameghino"
Permite mantener la humedad en el suelo arenoso y rico en humus y minerales, lo que posibilita desarrollar actividad agrícola-ganadera, base de la economía en estos lugares; se desarrolló entre 1870 y 1920

### Hemiciclo Seco "Provincia de La Pampa"
Transcurrió entre 1920 y 1970, corriendo las isohietas más secas al este, unos 300 km, provocando desastres sociales y económicos de grave envergadura, con lamentadas migraciones masivas de pueblos. Actualmente se ha vuelto al Húmedo, desconociéndose a ciencia cierta su terminación (probablemente hacia 2020, con las consecuencias que la tecnología agropecuaria intentará remediar.

## Historia
- 1905, el conde Antonio Devoto compra a la Compañía Inglesa South American Land Company Limited, 328.000 ha de campos del centro de este territorio nacional.
- 6 de mayo de 1906, se forma la "Soc. An. Estancias y Colonias Trenel", siendo Devoto 1.er. Pte. Se tiende la línea de ferrocarril, con 6 estaciones
- 20 de octubre de 1906, se inaugura la "Estación de Ferrocarril Oeste Trenel": estación Trenel

Las tierras se colonizan con colonos de Italia y de España, a los que la Sociedad Trenel les firma contratos de arrendamiento para la explotación agropecuaria. Luego siguiendo con el plan de los fundadores de la Sociedad esas tierras se fueron mensurando y vendiendo a los colonos que además de la agricultura se dedicaron a la explotación ganadera con éxito.
- 1919, se designó la 1.ª Comisión de Fomento.
- 30 de noviembre de 1922, por decreto de la Gobernación se crea la Municipalidad y se Convoca a elecciones.
- 1923, se constituye el Consejo: Pte. Carlos H. Laguzzi.

## Biblioteca Popular “Juan B. Justo”
Fundada el 30 de agosto de 1926. Reconocimiento CONABIP: 2647
Un grupo de numerosos vecinos, impulsados por difundir cultura, militantes y dirigentes del Partido Socialista fundan la biblioteca Luz y Vida. En 1926 le fue dado su actual nombre, Juan B. Justo. Se transformó en biblioteca popular en 1933. Desarrolla una trascendente acción en la localidad. Su consolidación como Institución solidaria de bien público comenzó a partir de 1956 y se afianzó progresivamente de allí en adelante, hasta convertirse en representativa de Trenel.

## Parroquias de la Iglesia católica en Trenel
| Diócesis  | Santa Rosa en Argentina |
| --------- | ----------------------- |
| Parroquia | San Antonio de Padua    |